# William Howe
William Howe, 5º Visconde de Howe, KB, PC (10 de agosto de 1729 – 12 de julho de 1814) foi um militar inglês, notório por servir como comandante-em-chefe das forças britânicas durante a fase inicial da guerra de independência dos Estados Unidos.
Nascido em família aristocrática, ele teve dois irmãos que serviram com distinção no exército também.
Ele se juntou ao Exército Britânico em 1746, servindo durante a Guerra de Sucessão Austríaca e a Guerra dos Sete Anos. Howe ficou conhecido por seu papel na conquista de Quebec em 1759, quando ele liderou uma tropa inglesa em um ataque a Anse-au-Foulon, permitindo que major-general James Wolfe desembarcasse seu exército e derrotasse os franceses na importante Batalha das Planícies de Abraão. Howe também participou de batalhas em Louisbourg (1758), Belle Île (1761) e Havana (1762).
Howe foi enviado a América do Norte em 1775, chegando em maio, quando uma rebelião nas Treze Colônias britânicas havia começado. Após liderar as tropas inglesas a uma vitória custosa em Bunker Hill, Howe tomou de Thomas Gage o comando de todo o exército britânico na América do Norte em setembro do mesmo ano que chegou. Ele lançou uma série de campanhas contra os rebeldes americanos, conquistando as cidades de Nova Iorque, Nova Jérsei e Filadélfia. Contudo, o seu planejamento ruim nas campanhas realizadas em 1777 contribuiu para o fracasso do general John Burgoyne na batalha de Saratoga, que foi um ponto decisivo da guerra em favor dos rebeldes. Muitos historiadores e acadêmicos contemporâneos discutem o quanto as ações de Howe em 1777 (como sua inabilidade de destruir as tropas do general americano George Washington) contribuíram de fato para a derrota britânica na guerra.
Ele renunciou o seu posto de comandante-em-chefe na América do Norte e retornou para a Inglaterra em 1778, vindo a servir sua nação mais uma vez lutando contra a recém nascida República Francesa.
Deixando o exército em 1803, ele decidiu ir para a política e serviu no Parlamento. Foi feito cavaleiro por seus sucessos militares em 1776. Ele herdou, após a morte do seu irmão Richard, o título de Visconde de Howe, em 1799. Foi casado, mas morreu sem filhos. Assim a sua linhagem e a da família Howe acabou perecendo, após seu falecimento em 1814.